# Угорщина на зимових Олімпійських іграх 2018
Угорщина на зимових Олімпійських іграх 2018, що проходили з 9 по 25 лютого 2018 у Пхьончхані (Південна Корея), була представлена 15 спортсменами в 4 видах спорту.
Спортсмени Угорщини вперше завоювали золоту медаль на зимових Олімпійських іграх. 

## Медалісти
| Медалі | Спортсмени                                         | Вид спорту | Дисципліна          | Дата      |
| ------ | -------------------------------------------------- | ---------- | ------------------- | --------- |
| Золото | Чаба Бур'ян Віктор Кнох Лю Шаоан Лю Шандор Шаолінь | Шорт-трек  | естафета (чоловіки) | 22 лютого |

## Спортсмени
| Вид спорту          | Чоловіки | Жінки | Всього |
| ------------------- | -------- | ----- | ------ |
| Гірськолижний спорт | 1        | 2     | 3      |
| Ковзанярський спорт | 1        | 0     | 1      |
| Фігурне катання     | 0        | 1     | 1      |
| Шорт-трек           | 5        | 5     | 10     |
| Усього              | 7        | 8     | 15     |